# Johnny Alf
Johnny Alf, pseudonimo di Alfredo José da Silva (Rio de Janeiro, 19 maggio 1929 – Santo André, 4 marzo 2010), è stato un pianista, compositore e cantante brasiliano.
Lo stile ritmato del suo pianismo ha influenzato schiere di cantanti e di strumentisti brasiliani. Definito dal critico musicale Ruy Castro «il vero padre della bossa nova», Johnny Alf in segno di apprezzamento ricevette da Jobim il nomignolo di “Genialf”.

## Biografia

### Gli inizi
A soli tre anni rimase orfano del padre, un sottufficiale delle Forze Armate, e si occupò della sua formazione soltanto la madre. Questa dovette andare a lavorare come donna di servizio presso una famiglia che accolse il bimbo e lo crebbe amorevolmente come un figlio naturale. A nove anni cominciò a prendere lezioni di pianoforte e mostrò presto una preferenza per la musica che acquisiva attraverso le colonne sonore cinematografiche. Imparò ad apprezzare Cole Porter, George Gershwin e Nat King Cole. Mentre studiava in collegio, quattordicenne, creò il suo primo gruppo musicale e si propose di imparare la lingua inglese presso l'Instituto Brasil Estados Unidos (IBEU); qui gli fu consigliato di adottare lo pseudonimo americaneggiante in vista di un suo intervento alla Rádio MEC in un programma di jazz, e nell’Istituto studiò anche pianoforte classico sotto la guida di Geni Bálsamo. Seguì una girandola di attività, molte delle quali legate alla sua passione musicale: dopo avere fatto il contabile per una compagnia ferroviaria, lavorò presso l’IBEU, mise in piedi un’associazione per attivare rapporti fra musica brasiliana e nordamericana in cui si alternavano dibattiti, film, spettacoli, ascolto collettivo di dischi di nuova produzione. Il circolo del giovane e dinamico Johnny Alf attirò l’attenzione di Dick Farney, appena tornato dagli Stati Uniti, che vi si iscrisse, e in suo onore l’associazione assunse il nome di Sinatra-Farney Fã Club; frequentavano il locale altri musicisti non ancora celebri: fra loro João Donato, Paulo Moura, Nora Ney, Doris Monteiro, Bebeto Castilho, Tom Jobim e Luiz Bonfá.

### La carriera artistica
L’esordio da professionista avvenne quando si aggregò come pianista a formazioni che fra il 1952 e l’anno successivo maturarono esperienza suonando nei night club di Rio. Nei locali di Copacabana ebbe occasione di conoscere Dolores Duran, João Gilberto, Carlos Lyra, João Donato e Tom Jobim. Alf cominciò a comporre e a incidere, debuttando con Estamos sós, O que é amar e Escuta scritte per Mary Gonçalves, e registrando De cigarro em cigarro, di Luiz Bonfá, e Falsete, di propria creazione. Altre due composizioni di Alf, Céu e mar e Rapaz de bem, sono ritenute antesignane della bossa nova. A metà degli anni cinquanta, accettò la proposta di inaugurare il Baiúca, un nuovo locale di San Paolo, città nella quale il pianista si trasferì da Rio de Janeiro lasciando ammiratori e seguaci. Sarebbe ritornato nella città carioca nel 1962.
È del 1961 il suo primo album, Rapaz de bem, in cui sono presenti sue composizioni e motivi ripresi da altri musicisti brasiliani, e la stessa configurazione hanno la sua seconda opera, Diagonal, del 1964, e Johnny Alf, di due anni dopo. Nei primissimi anni sessanta frequentò il Bottle’s Bar di Rio, dove si esibivano anche Sérgio Mendes, Luís Carlos Vinhas, Sylvia Telles e il Tamba Trio; in quel periodo Johnny Alf diede vita a un complesso in cui il suo pianoforte era affiancato al contrabbasso di Tião Neto e alla batteria di Edison Machado. Nel 1967 la sua Eu e a brisa, pur eliminata in una gara canora televisiva, divenne uno dei suoi maggiori successi.
Negli anni settanta, trasferitosi a San Paulo, continuò prevalentemente a lavorare in sala di registrazione, e dopo un decennio in sordina nel 1990 riapparve nel CD Olhos negros, a cui partecipò un gran numero di artisti brasiliani: Gal Costa, Chico Buarque, Caetano Veloso, Leny Andrade, e una schiera di eccellenti strumentisti fra cui spiccano Roberto Menescal e José Alves da Silva, in arte Aimoré. A fine decennio vennero lanciati altri tre dischi di Alf, che nella seconda metà degli anni novanta fu impegnato a incidere nei lavori discografici di altri musicisti fra i quali Ary Barroso, Tom Jobim, Djavan, Marcos Valle, João Donato e Chico Buarque. Lo spettacolo Bossa nova in concert del 2004 lo vide assieme ad alcuni fra i più grandi nomi della musica brasiliana del suo tempo: con Alf si avvicendarono Carlos Lyra, João Donato, Roberto Menescal, Wanda Sá, Leny Andrade, Pery Ribeiro, Durval Ferreira, Marcos Valle, Os Cariocas, Eliane Elias.

### Morte
Da tempo ammalato di tumore alla prostata, celebrò nel maggio 2009 gli ottant’anni di età con alcuni concerti a fianco di Alaíde Costa ed Emílio Santiago. La morte sopravvenne il 4 marzo 2010 all'ospedale Mário Covas di Santo André dove il musicista veniva curato da tre anni per il cancro, ormai giunto allo stadio terminale.

## Discografia

### Album
- 1961 - Rapaz de bem
- 1964 - Diagonal
- 1966 - Johnny Alf
- 1971 - Ele é Johnny Alf
- 1974 - Nós
- 1978 - Desbunde total
- 1989 - O que é amar - Série Documento (raccolta)
- 1991 - Olhos negros
- 1993 - Acervo Especial - Johnny Alf & Leny Andrade
- 1997 - Noel Rosa - Letra e música
- 1998 - Cult Alf - 40 anos de bossa nova
- 1999 - Eu e a bossa
- 2001 - Bis - Johnny Alf (raccolta)
- 2001 - A música brasileira deste século por seus autores e intérpretes - Johnny Alf
- 2006 - Mais um som

### Singoli
- 1952 - De cigarro em cigarro/Falseta
- 1954 - Dizem por aí/Beija-Me mais
- 1955 - Rapaz de Bem/O tempo e o vento
- 1958 - Céu e mar/Com sinceridade
- 1968 - Samba do retorno/Eu e a brisa (Johnny Alf e Sexteto Contraponto)
- 1972 - Eu e a brisa/Não feixa a cona morrer/Sandália de prata/Tema Carnaval

### Partecipazioni
Apparizioni con artisti vari:
- 1965 - Movimento 65
- 1968 - Isto é Musicanossa!
- 1968 - Musicanossa
- 1971 - História da música popular brasileira - Custódio Mesquita
- 1975 - 100 Anos de música popular brasileira vol. 5 - Projeto Minerva
- 1975 - Som brasileiro
- 1975 - MPB Espectacular vol. 2
- 1976 - Anjo mau - Trilha sonora da novela
- 1976 - 100 Anos de Música Popular Brasileira vol. 6 - Projeto Minerva
- 1977 - Nova História da Música Popular Brasileira - Custódio Mesquita
- 1978 - O fino da bossa
- 1978 -  “Velha” Bossa Nova
- 1979 - Nova história da música popular brasileira - Johnny Alf e os precursores da bossa nova
- 1979 - Gala 79 apresenta: o melhor da bossa nova
- 1979 - O banquete dos mendigos
- 1983 - história da música popular brasileira – Série grandes compositores – Samba I
- 1983 - Bossa nova - 25 anos
- 1984 - Uma noite no Chiko's Bar
- 1989 - Rio Show Festival - A noite da bossa nova
- 1989 - Projeto Brahma Extra – Grandes intérpretes
- 1990 - Bossa nova Wonderland
- 1991 - No Tom da Mangueira
- 1995 - Songbook Ary Barroso vol. 3
- 1996 - Songbook Tom Jobim vol. 1
- 1997 - Songbook Djavan
- 1997 - Casa da bossa
- 1998 - Songbook Marcos Valle
- 1999 - Colecionave
- 1999 - Songbook Chico Buarque
- 1999 - Songbook João Donato
- 1999 - As sete palavras de Cristo na cruz
- 2000 - Noel pela primeira vez
- 2002 - Bossa Nova Lounge – Dreamer
- 2002 - Duetos (Gal Costa)
- 2002 - Duetos (Chico Buarque)
- 2002 - Sambas e bossas (Claudia Telles)
- 2003 - Moderna nostalgia Brasil
- 2003 - Joyce Bossa duets (Joyce)
- 2004 - Tropique Samba Lounge - Samba e Amor
- 2005 - Bossa Nova in Concert
- 2011 - 100 Anos de música popular brasileira  - Box con 4 CD doppi (postumo)[12]